# Calendulauda erythrochlamys
La alondra de las dunas (Calendulauda erythrochlamys) es una especie de ave paseriforme de la familia Alaudidae endémica de Namibia. 

## Taxonomía
Inicialmente la alondra de las dunas fue clasificada en el género Alauda; después se incluyó en los géneros Mirafra y Certhilauda, hasta que fue trasladada definitivamente en 2009 al género Calendulauda. También fue considerada por algunos una subespecie de la alondra del Karoo (como Certhilauda albescens erythrochlamys). Además se consideró que la alondra de Barlow era una subespecie de la alondra de las dunas (como Certhilauda erythrochlamys barlowi).